# Pierre Quentin Chedel

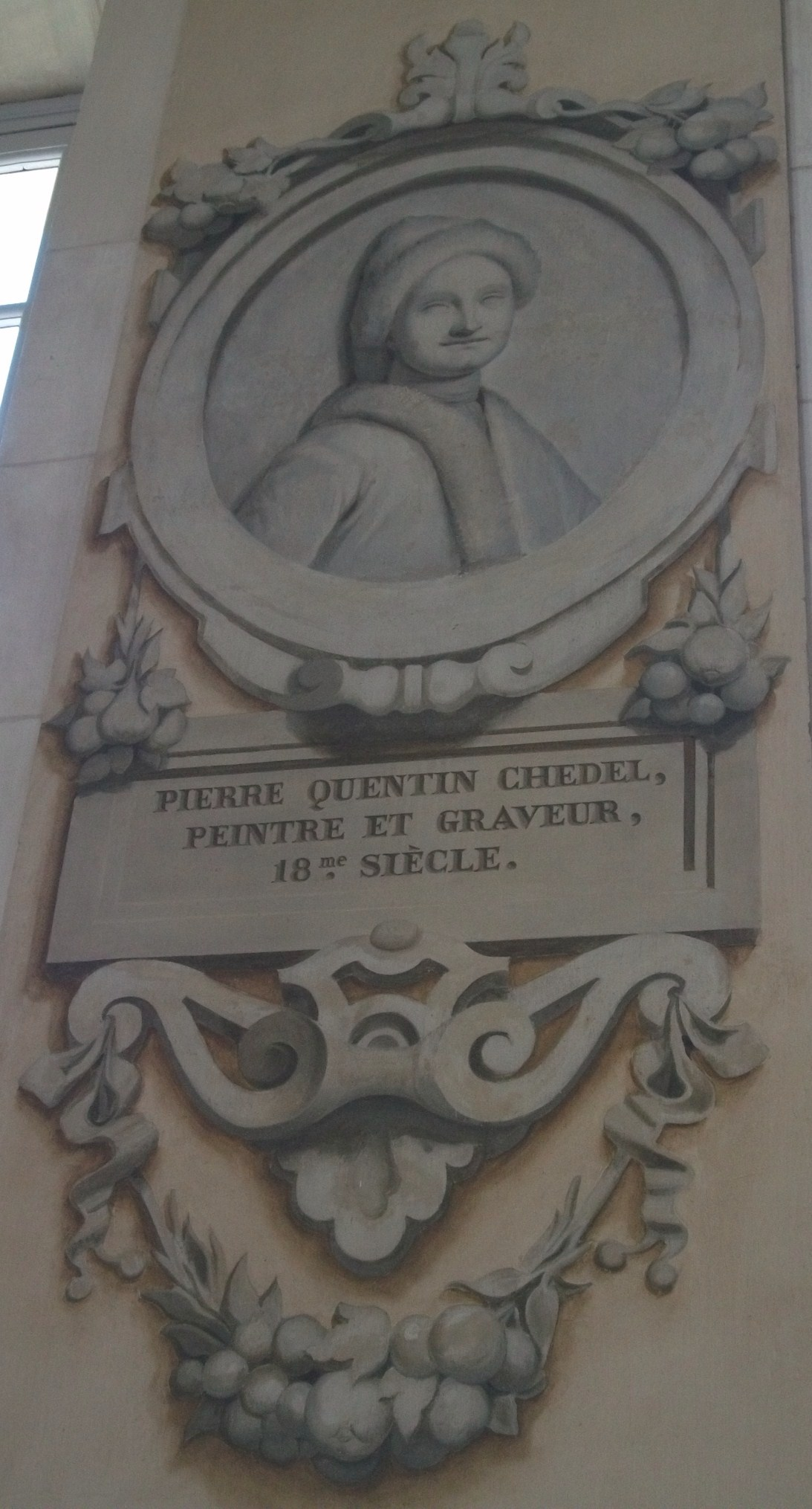

Pierre Quentin Chedel, född 14 november 1705 i Châlons-sur-Marne, död 1 juni 1763 i Châlons-sur-Marne, var en fransk tecknare, etsare och kopparstickare.
Chedel var elev till målaren François Lemoyne och kopparstickaren Laurent Cars. Chedel har i den svenska konsthistorien gjort sig känd som gravören bakom François Bouchers teckningar för Carl Gustaf Tessins Faunillane ou l'infante jaune som trycktes i Paris 1741 och trycktes om i Acajou et Zirphile, Conte 1744. Chedel är representerad vid bland annat Nationalmuseum

### Fotnoter
1. ↑  Nationalmuseum